# Gonothyraea loveni
Gonothyraea loveni is een hydroïdpoliep uit de familie Campanulariidae. De poliep komt uit het geslacht Gonothyraea. Gonothyraea loveni werd in 1859 voor het eerst wetenschappelijk beschreven door Allman.

## Beschrijving
Dit kleine hydroïdpoliep is in situ moeilijk te identificeren en microscopisch onderzoek is meestal nodig voor een positieve identificatie. De stengels van de kolonie komen voort uit een basale stolon en vertakken onregelmatig. Er is een reeks regelmatige annulaties na elke tak. De steeltjes zijn ringvormig en komen afwisselend uit de stengels voort. De rand van de hydrotheca, die ruim een halve millimeter groot is, heeft een reeks ondiepe inkepingen. Zowel de mannelijke als de vrouwelijke gonothecae zijn klokvormig en bevinden zich op korte, ringvormige steeltjes. In volwassen kolonies steken twee of meer sporosacs uit de capsule. Kolonies zijn doorgaans 20-25 mm hoog. De kleur is bleekbruin tot vrijwel kleurloos.

## Verspreiding
Het verspreidingsgebied van Gonothyraea loveni loopt van Noord-Noorwegen en de Oostzee tot West-Afrika, in de Middellandse Zee en de Zwarte Zee. Deze soort is wijdverbreid op de Britse Eilanden. Deze soort komt niet alleen voor op grotere bruinwieren, maar ook op palen, stenen en schelpen. Van het intergetijdengebied tot ca. 200 meter diepte. Kan ook in getijdenpoeltjes voorkomen en kan goed tegen lagere zoutgehaltes. Hij komt daardoor ook in brak water voor.